# Passive Richtfunkumlenkung

Schematische Darstellung der Reflektormethode

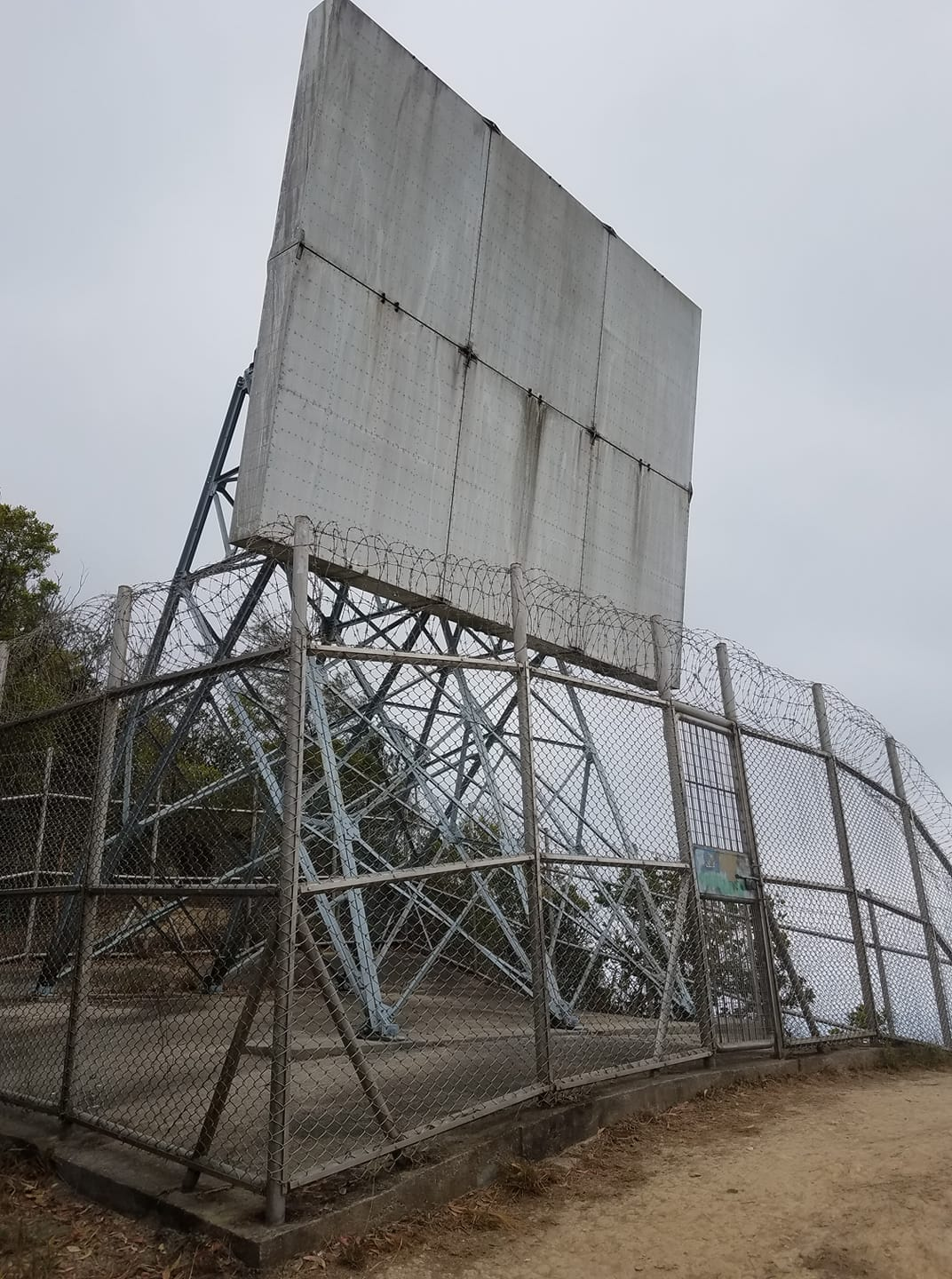
Richtfunkanlage in Hongkong

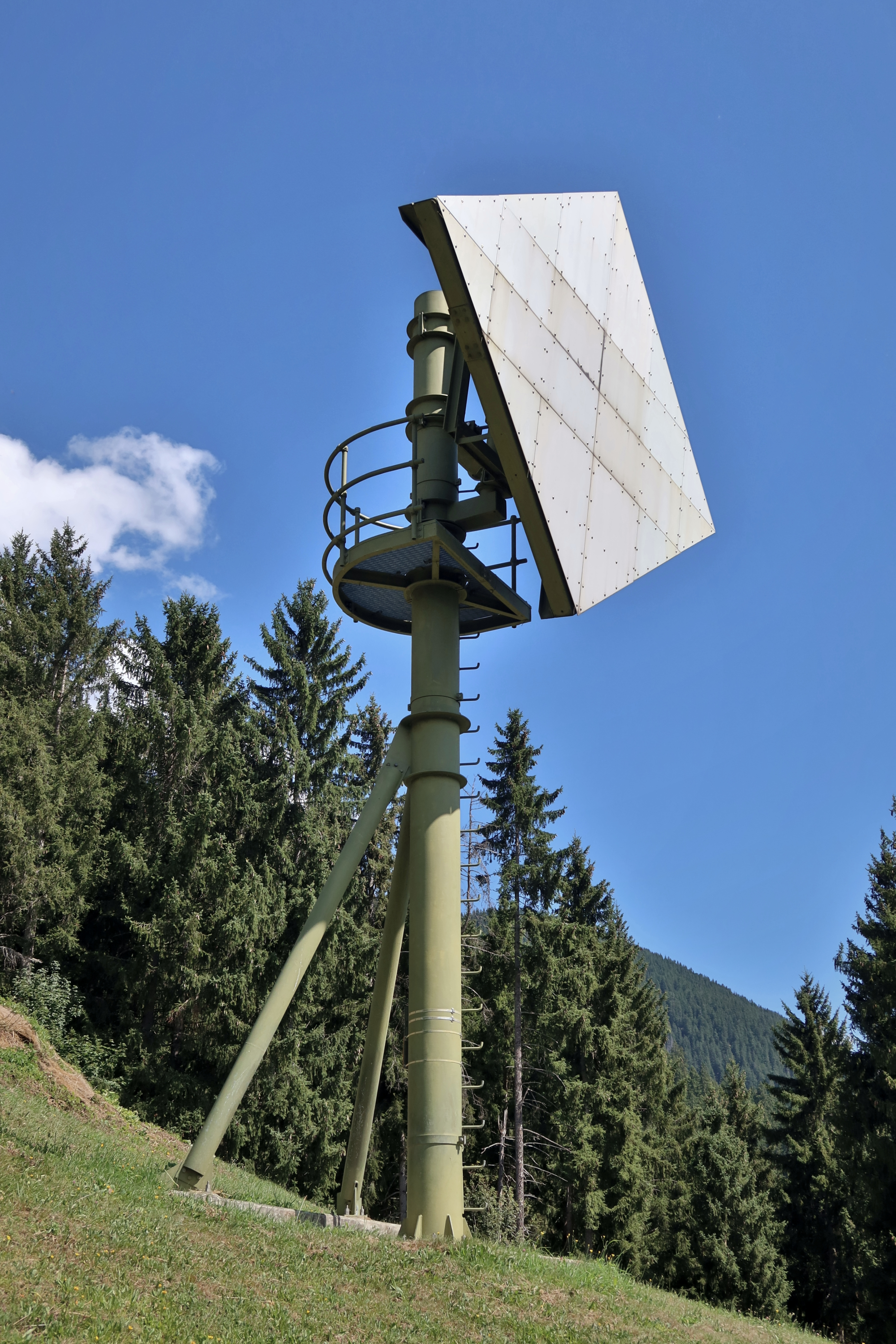
Reflektor in der Schweiz

Eine passive Richtfunkumlenkung ist eine Anlage zur Verwirklichung einer Richtfunkverbindung, die aufgrund eines Hindernisses im Signalweg nicht auf direktem Wege wie bei einer Sichtverbindung möglich ist. Sie eignet sich besonders für hohe Frequenzen des UHF- und für das SHF-Band.

## Technischer Hintergrund
Gegenüber der Errichtung einer Relaisstation mit aktiven Komponenten hat die passive Richtfunkumlenkung den Vorteil, dass am Ort ihrer Installation keine Stromversorgung erforderlich ist und keine weiteren Frequenzen benötigt werden. Relaisstationen mit aktiven Komponenten benötigen meist unterschiedliche Sende- und Empfangsfrequenzen, da bei Verwendung derselben Frequenz die Gefahr von Rückkopplungen besteht. Dem steht der Nachteil gegenüber, dass bei passiven Richtfunkumlenkung das umgelenkte Signal oft erheblich schwächer ist. In der Regel funktioniert eine passive Richtfunkumlenkung in beiden Richtungen gleich gut. 
Zur passiven Umlenkung gibt es zwei Methoden:

### Die Antennenmethode
Dabei wird das Signal von einer Richtantenne mit möglichst großem Gewinn z. B. einer Parabolantenne aufgefangen und über ein Koaxialkabel oder Hohlleiter einer zweiten Richtantenne zugeführt, die es in die gewünschte Richtung abstrahlt.
Solche Systeme werden gelegentlich als Fernsehumsetzer oder als Tunnelsender verwendet.

### Die Reflektormethode (Umlenkspiegel)
Für eine Umlenkung werden ebene Flächen aus metallischem Material verwendet, die so angeordnet sind, dass das einfallende Signal nach dem Reflexionsgesetz in die gewünschte Richtung gelenkt wird. Bei kleinen Umlenkwinkeln können auch Hohlraumprismen verwendet werden. Auch Berge und metallische Gebäudefassaden können als Reflektoren wirken.